# Америкен-Форк (Юта)
Америкен-Форк (англ. American Fork) — місто (англ. city) в США, в окрузі Юта штату Юта. Населення — 33 337 осіб (2020).

## Географія
Америкен-Форк розташований за координатами 40°22′54″ пн. ш. 111°47′37″ зх. д. / 40.38167° пн. ш. 111.79361° зх. д. (40.381552, -111.793603).  За даними Бюро перепису населення США в 2010 році місто мало площу 23,84 км², уся площа — суходіл. В 2017 році площа становила 26,49 км², з яких 26,49 км² — суходіл та 0,00 км² — водойми.

## Демографія
Згідно з переписом 2010 року, у місті мешкали 26 263 особи в 7274 домогосподарствах у складі 6097 родин. Густота населення становила 1102 особи/км².  Було 7598 помешкань (319/км²).
Расовий склад населення:
| - 92,6 % — білих - 0,9 % — азіатів - 0,5 % — вихідців з тихоокеанських островів - 0,5 % — корінних американців - 0,4 % — чорних або афроамериканців - 2,8 % — осіб інших рас |

До двох чи більше рас належало 2,4 %. Частка іспаномовних становила 7,4 % від усіх жителів.
За віковим діапазоном населення розподілялося таким чином: 37,7 % — особи молодші 18 років, 53,6 % — особи у віці 18—64 років, 8,7 % — особи у віці 65 років та старші. Медіана віку мешканця становила 27,6 року. На 100 осіб жіночої статі у місті припадало 100,3 чоловіків;  на 100 жінок у віці від 18 років та старших — 96,1 чоловіків також старших 18 років.
Середній дохід на одне домашнє господарство  становив 76 142 долари США (медіана — 65 101), а середній дохід на одну сім'ю — 83 405 доларів (медіана — 75 821). Медіана доходів становила 53 944 долари для чоловіків та 33 385 доларів для жінок. За межею бідності перебувало 12,8 % осіб, у тому числі 14,8 % дітей у віці до 18 років та 8,5 % осіб у віці 65 років та старших.
Цивільне працевлаштоване населення становило 11 726 осіб. Основні галузі зайнятості: освіта, охорона здоров'я та соціальна допомога — 28,3 %, науковці, спеціалісти, менеджери — 13,9 %, роздрібна торгівля — 12,8 %.